# Атанас Пеканов
Атанас Ангелов Пеканов е български икономист и вицепремиер.
Той е заместник министър-председател по управление на европейските средства в първото (12 май – 16 септември 2021 г.) и второто (16 септември – 13 декември 2021 г.) служебно правителство на Стефан Янев и в служебните правителства на Гълъб Донев (2 август 2022 – 6 юни 2023 г.)

## Биография
Роден е в Атина, Гърция през 1991 г. Завършва 91-ва немска езикова гимназия „Проф. Константин Гълъбов“ в София, а след това икономика във Виенския университет по икономика и бизнес и магистратура по икономическа политика в Университетски колеж Лондон.
Работи в Европейската централна банка във Франкфурт, Германия, през 2016 г. От 2017 г. работи в Австрийския институт за икономически изследвания (WIFO) на позиция икономист, с фокус върху макроикономическата политика, паричната и фискална политика, като публикува изследвания по теми, свързани с австрийската и европейската икономика. В тази си роля, участва активно в дискусии по отношение на Европейския паричен съюз и стъпките за довършване на архитектурата му. От 2017 г. е и докторант във Виенския икономически университет, като основни теми на научната му работа са паричната и фискална политика в Еврозоната, Европейския паричен съюз, както и употребата на иновативни макромодели (HANK), използващи микроданни за икономическото поведение на домакинствата.
През 2015 г. печели годишния конкурс за стипендианти (степен магистри) на Българската народна банка с есе на тема „Ефектите от икономически санкции“ и развива научна разработка на тема “Употреба на антицикличния капиталов буфер в страните-членки на ЕС”, по-късно публикувано като коментарно изследване от ESRB. През 2019 г. печели годишния конкурс за стипендианти (степен докторанти) на БНБ с есе за равновесните лихвени проценти и като част от стипендията развива научна разработка на тема “Синхронизация на бизнес цикъла в Европейския паричен съюз”.
През 2018 г. печели годишната стипендия за дисертация за млади учени на Австрийската икономически асоциация, за идеи свързани с употреба на данни за дистрибутивните ефекти на макроикономическата политика.
През академичната 2019/2020 година е стипендиант по изследователската програма Fulbright и посещава икономическия факултeт на Харвардския университет. Изследванията му са фокусирани върху новото поколение макроикономически модели (Heterogeneous Agents New Keynesian Macro), които изследват ефектите от фискалната и парична политика върху разпределението на доходите. Представя научни изследвания в тази сфера на конференции като 11th Conference on Macroeconomics and Survey Data, организирана от института Ifo в Мюнхен; Workshop Empirical Monetary Economics, организиран от OFCE и Сианс По в Париж; Banque de France/SUERF Symposium 2019 и други.
От лятото на 2020 г. участва заедно с Немския институт за икономически изследвания в проект, в рамките на който изготвя изследвания за ефектите на актуалната парична политика в рамките на Monetary Policy Dialogue на Европейския парламент – тримесечното изслушване на Президента на Европейската централна банка в Европарламента. До момента са публикувани две негови изследвания в тази серия –  по отношение на ефектите от негативните лихвени проценти (Low for Long: Side Effects of Negative Interest Rates) и по отношение на несигурността, предизвикана от пандемията, върху паричната политика (Effects of Pandemic-Induced Uncertainty on Monetary Policy).
Член е на Инициативата за млади изследователи на Института за ново икономическо мислене. Член е на Съвета за икономическо и социално развитие към Президента на Република България. Назначен е от Румен Радев за заместник министър-председател по управление на европейските средства в служебното правителство на Стефан Янев. Назначен е от Румен Радев за заместник министър-председател по управление на европейските средства в служебното правителство на Гълъб Донев.

## Избрани публикации
- Low for Long: Side Effects of Negative Interest Rates - Think Tank (europa.eu)
- Effects of Pandemic-Induced Uncertainty on Monetary Policy (europa.eu)
- Policy Brief: Past and Present of EMU Reform. Reforming the Euro Area – The Road Not (Yet) Taken (wifo.ac.at)
- Macroprudential Commentaries issue 8 (europa.eu)

### Текущи разработки
- Monetary Policy and the Redistribution Channel in the Euro area (Google Drive)